# Засенко, Алексей Елисеевич
Алексей Елисеевич Засенко (1907—1993) — советский литературовед. 

## Биография
Родился 4 октября 1907 года в селе Любарцы (ныне Бориспольский район, Киевская область, Украина). Окончил филологический факультет КГУ имени Т. Г. Шевченко (1934). В годы Великой Отечественной войны был агитатором политотдела дивизии. Член ВКП(б) с 1942 года.
Доктор филологических наук, тема диссертации — «Марко Вовчок. Жизнь, творчество, место в истории литературы» (1963; одноимённая книга 1964).
В центре научных интересов Засенко — проблема становления и развития реализма в украинской литературе — начало XX века, вопросы взаимодействия украинской литературы с русским и другими славянскими литературой. После войны работал директором и главным редактором издательства «Советский писатель». Заместитель директора, заведующий отделом Института литературы имени Т. Г. Шевченко АН УССР (1950—1973).
Был заместителем председателя редакционной коллегии коллективного издания ученых Института литературы имени Тараса Шевченко АН УССР «История украинской литературы. Том первый. Дооктябрьская литература», издано в Киеве в 1954 году.
Умер 13 мая 1993 года.

## Творчество
Автор лирических новелл «Дорога в жизнь», сатирической поэмы «Грядет расплата», литературно-критических очерков «Марко Вовчок и зарубежные литераторы», «Осип Маковей», «Марко Черемшина», «Дорогие мои современники» и тому подобное.

## Произведения
- Марко Вовчок и зарубежные литературы (Киев, 1959)
- Литературно-критические очерки и статьи (Киев, 1962)
- Осип Маковей. Жизнь и творчество (Киев, 1968)
- Марко Черемшина. Жизнь и творчество (2 издание, Киев, 1974)

## Награды и премии
- два ордена Отечественной войны II степени (30.8.1945; был представлен к ордену Красной Звезды; 6. 4.1985)
- орден Красной Звезды (1945)
- медали
- Государственная премия УССР имени Т. Г. Шевченко (1988) — за разработку научных принципов, составление, подготовку текстов и комментарии собрания сочинений И. Я. Франко в 50 томах